# Praha-Kolovraty (železniční zastávka)
Praha-Kolovraty je železniční zastávka na dvoukolejné elektrizované trati Praha – České Budějovice. Stojí v centru obce v ulici U Železnice. Stanice je součástí Pražské integrované dopravy. Zastavují zde pouze osobní vlaky linky S9, vlaky vyšší kategorie zastávkou projíždějí.

## Historie
Železniční zastávka v Kolovratech byla zřízena roku 1920, trať obcí prochází již od roku 1871. Název Praha-Kolovraty nese od roku 1976 (obec připojena k Praze roku 1974).
Zastávku tvoří dvě betonová nástupiště spojená lávkou pro pěší na východním konci a světelným úrovňovým přejezdem na západním konci. Nástupiště jsou po stranách kolejí a mají čekárny, před výstavbou IV. tranzitního železničního koridoru mělo nástupiště ve směru na Prahu dlouhou zděnou čekárnu.